# Emerson Brito dos Santos
Emerson Brito dos Santos (* 8. Juli 1991 in Salvador), auch bekannt als Emerson Bahia oder Emerson Sinho, ist ein ehemaliger brasilianischer Fußballspieler.

## Karriere
Emerson Brito dos Santos erlernte das Fußballspielen in den brasilianischen Jugendmannschaften vom EC Bahia, EC Vitória und dem Ceará SC. Bei dem Verein aus Fortaleza stand er auch bis zum 1. Juli 2012 unter Vertrag. 2011 gewann er mit Klub die Staatsmeisterschaft von Ceará. Von Februar 2012 bis April 2012 wurde er an den Guarany SC nach Sobral ausgeliehen. Am 1. Juli 2012 wechselte er zu Palmeiras São Paulo nach São Paulo. Von Palmeiras wurde er an den Oeste FC und anschließend an den América FC (RN) verliehen. Mit América feierte er 2015 die Staatsmeisterschaft von Rio Grande do Norte. Über SD Juazeirense wechselte er am 1. Juli 2017 in den Oman, wo er sich dem Al-Seeb Club anschloss. Der Verein aus Sib spielte in der zweiten Liga des Landes, der Oman First Division League. Im August 2019 ging er nach Albanien. Hier nahm ihn der Erstligist KS Vllaznia Shkodra aus Shkodra unter Vertrag. Für den Verein absolvierte er bis Januar 2020 acht Erstligaspiele. Ende Januar 2020 ging er wieder in den Oman. Hier unterschrieb er einen Vertrag beim Zweitligisten Ibri Club. Über den brasilianischen Verein SC Camaçariense aus Camaçari ging er Ende Dezember 2021 nach Thailand, wo er einen Vertrag beim Drittligisten Pattaya Dolphins United in Pattaya unterschrieb. Am Ende der Saison 2021/22 feierte er mit den Dolphins die Meisterschaft der Eastern Region. In den Aufstiegsspielen zur zweiten Liga konnte man sich nicht durchsetzen. Ende April 2022 beendete er seine Karriere als Fußballspieler.

## Erfolge
Ceará SC
- Staatsmeisterschaft von Ceará: 2011

América FC (RN)
- Staatsmeisterschaft von Rio Grande do Norte: 2015

Pattaya Dolphins United
- Thai League 3 – East: 2021/22